# Кангер
Кангер (также кангри , кангар или кангир) — горшок, наполненный тлеющими углями, который кашмирцы носят под одеждой в качестве грелки для обогрева в холодные зимние дни, считается произведением искусства. Носится внутри «фирена» (пальто), кашмирского плаща, или кладётся под одеяло. Если человек носит пиджак, то он может использовать кангер как «рукогрейку». Он примерно 15 см в диаметре и нагрет до 66 °C.

## Описание
Изготовленные глиняные горшки передаются ремесленникам, которые украшают их канвой, приделывают две ручки для удобства, придают ему красивый цвет и форму. После готовый продукт отправляется на продажу. Существует мнение, что кашмирцы переняли кангер от итальянцев, которые были в свите могольского императора, часто отдыхавшего в Кашмире. В Италии (такие горшки называют скалдино) и Испании производились похожие жаровни самых разных форм и очень вычурно украшенные. Историки не доверяют итальянской версии, но точно известно использование кангера при моголах. Посещавщие Кашмир удивлялись, видя людей, несущих горячие горшки в руках или держащие их на коленях, но каждый кашмирец знает, как правильно пользоваться кангером, так что они не обжигались.

## Значение для кашмирцев
Кашмирская пословица, «чем была грудь Лайлы для Манджуна, тем является кангер для кашмирца». Любовь кашмирцев к кангеру воспета в стихе:
Ай кангири! ай кангири!
Курбан то Гоур ву Пери!
Чун дур бугхул ми гиримут
Дурд аз дил ми бури.
(О, кангер! о, кангер!
Ты подарок Гурии и Пэри;
Когда я возьму тебя в свои руки
Ты изгонишь страх из моего сердца.)

## Риск
Постоянное использование кангера повышает риск рака кожи. В 1866 В. Д. Элмсли предположил, что это из-за ожогов, но теперь стало ясно, что это канцерогенный эффект перегоревшего древесного угля при длительном контакте с кожей.